# Bernie McCahill
Bernard Joseph McCahill, detto Bernie (Auckland, 28 giugno 1964), è un ex rugbista a 15 e allenatore di rugby a 15 neozelandese, tre quarti centro della provincia di Auckland e campione del mondo con gli All Blacks nel 1987.

## Biografia
Cresciuto in una famiglia di origine irlandese del Donegal, McCahill giocò rugby di club al Marist Brothers Old Boys ed entrò nella formazione provinciale di Auckland nel 1984.
Nel 1985 selezionato per la Nazionale neozelandese Under-20, fu incluso, senza test match alle spalle, nella rosa della squadra alla Coppa del Mondo di rugby 1987, nel corso della quale esordì contro l'Argentina.
Al termine della competizione si laureò campione del mondo.
Fu presente fino al 1991 in 10 test match e disputò la sua ultima partita internazionale nel corso della Coppa del Mondo di rugby 1991 in Inghilterra, la semifinale persa contro l'Australia.
Fino al 1993 militò nella selezione provinciale di Auckland, con la quale vinse 7 titoli del campionato nazionale.
Dopo il ritiro divenne allenatore ed entrò nello staff tecnico del Marist Old Brothers, finché nel 1998 fu chiamato in Inghilterra come vice del suo connazionale Zinzan Brooke alla guida dei londinesi Harlequins, impegno che durò due stagioni fino al 2000.
Durante il periodo londinese, in omaggio alle sue origini irlandesi, giocò a calcio gaelico in una squadra cittadina.
Tornato in patria assunse l'incarico di co-allenatore del Marist, che tenne fino al 2004.
Fa parte dello staff dell'Accademia Internazionale di Rugby neozelandese.

## Palmarès
- Coppe del mondo: 1
Nuova Zelanda: 1987
- National Provincial Championship: 7
Auckland: 1984, 1985, 1987, 1988, 1989, 1990, 1993